# Войнович Марко Іванович
Марко Іванович Войнович (1750, Чорногорія — 1807) — граф, російський морський офіцер, адмірал (з 1801 року), командувач Чорноморським флотом Російської імперії в 1789–1790 роках.

## Біографія
Народився у 1750 році на узбережжі Которської затоки (нині Чорногорія). На російський військовий флот поступив з братом-волонтером. В 1770 році мічман, потім лейтенант. В 1772 році за битву в затоці Лагос і Патраську битву нагороджений орденом Святого Георгія 4-го ступеня. З 1774 року — капітан-лейтенант, з 1780 року командував невеликою ескадрою в Каспійському морі, потрапив у полон і тільки в 1782 році повернувся до Астрахані, потім в Санкт-Петербург, де у 1783 році отримав чин капітана I рангу.
З 1783 року командував першим лінійним кораблем Чорноморського флоту «Слава Катерини», який прийняв у Херсоні, а з 1785 року Севастопольською ескадрою. Контр-адмірал з 1787 року.
Брав участь у російсько-турецькій війні 1787–1792 років, в 1788 році очолював ескадру в першій битві створеного Чорноморського флоту біля острова Федонісі (сучасний острів Зміїний). У складі ескадри Чорноморського флоту було лише два лінійних кораблі, 10 фрегатів і 24 допоміжні судна. Турецька ескадра нараховувала 15 лінійних кораблів, 8 фрегатів, 3 бомбардирських кораблі і 21 допоміжне судно. Проте це не завадило Марку Івановичу отримати за битву орден Святого Георгія 3-го ступеня. Більше того, в 1789 році він призначений головним командиром Чорноморського флоту, проте вже в березні 1790 року зміщений з посади і переведений на Каспійську флотилію.
Незадоволений пониженням по службі, Войнович звільнився зі служби і поїхав на Батьківщину. В 1794 році повернувся на флот, служив в Херсоні, в Миколаєві і керував Чорноморським училищем.
З 1797 року член Чорноморського адміралтейського управління. З 1798 року віце-адмірал, з 1801 року — адмірал, з 1805 року у відставці. Помер у 1807 році.

## Пам'ять
В 1787 році в Севастополі закінчилось будівництво Катериненської пристані. Тоді Марк Іванович мешкав у Севастополі і його шлюпка часто причалювала до цієї пристані, через що за пристанню затвердилась інша назва «Графська».
Також севастопольці назвали і саму східну від Севастопольської бухти балку, розташовану в Інкермані, де знаходився маєток Войновича — Графською, а від балки і один із залізничних тунелів Севастополя отримав назву «Графський».